# كوكي تسوكوكوا
كوكي تسوكوكوا (باليابانية: 塚川 孝輝) (16 يوليو 1994 في هيروشيما في اليابان – )؛ هو لاعب كرة قدم كان يلعب كمدافع.

## وصلات خارجية
- كوكي تسوكوكوا على موقع رابطة كرة القدم اليابانية للمحترفين (اليابانية)
- كوكي تسوكوكوا على موقع إي إس بي إن إف سي (الإنجليزية)
- كوكي تسوكوكوا على موقع قاعدة بيانات كرة القدم.إي يو (الإنجليزية)
- كوكي تسوكوكوا على موقع Soccerbase.com (لاعب) (الإنجليزية)
- كوكي تسوكوكوا على موقع Soccerway.com (الإنجليزية)
- كوكي تسوكوكوا على موقع عالم كرة القدم.نت (الإنجليزية)